# San Miguel de Los Bancos (canton)
San Miguel de Los Bancos est un canton d'Équateur situé dans la province de Pichincha.